# Larisa Choïgou
Pour l’article ayant un titre homophone, voir Sergueï Choïgou.
Larisa Kuzhugetovna Choïgou, née le 21 janvier 1953 à Tchadan et morte le 10 juin 2021 à Moscou, est une femme politique russe, députée de la Douma d'État entre 2007 et 2021.
Née dans une famille impliquée dans la politique régionale, Larisa Choïgou choisit d'abord une carrière en médecine, tout comme sa sœur cadette. Son frère Sergueï Choïgou  occupe le poste de ministre russe de la Défense. Après avoir étudié à l'Institut médical de Tomsk, Larisa Choïgou obtient son diplôme en 1977 et travaille les 22 années suivantes à l'hôpital psychiatrique de Tuva, d'abord en tant que psychiatre, puis en tant que médecin-chef adjoint. Elle déménage à Moscou en 1998 et travaille à la polyclinique centrale du ministère des Situations d'urgence, avant d'entrer en politique en 2007 avec son élection à la Douma d'État. Elle est membre de Russie unie, et représente ce parti à la Douma au cours des quatorze années suivantes. Elle est réélue en 2011 et à nouveau en 2016.
Pendant son mandat de députée, elle est membre du comité de la Douma d'État sur la protection de la santé et vice-présidente du comité de la Douma sur les règles et l'organisation. Elle reste députée à la Douma jusqu'à sa mort le 10 juin 2021, à l'âge de 68 ans.

## Biographie

### Origines
Larisa Choïgou naît le 21 janvier 1953 à Tchadan, dans l'oblast autonome de Touva, dans la république socialiste fédérative soviétique de Russie,, Son père, Kuzhuget Choïgou, est secrétaire du comité régional de Tuva du Parti communiste de l'Union soviétique et vice-président du Conseil des ministres de la république socialiste soviétique autonome de Touva. Sa mère, Alexandra Yakovlevna Choïgou (née Kudryavtseva), est la deuxième épouse de Kuzhuget. Elle est zootechnicienne, économiste et plusieurs fois députée du Conseil régional des députés du peuple de Touva. Son frère cadet, Sergueï Choïgou, rejoint l'armée et devient en 2012 ministre russe de la Défense. Sa sœur cadette, Irina Kuzhugetovna Zakharova (née Choïgou), née 1960, est psychiatre.

### Jeunesse et éducation
Larisa Choïgou étudie à l'école no 1 de Kyzyl, et fait également partie avec son frère Sergueï d'un groupe de théâtre dirigé par la future artiste du peuple de la fédération de Russie Nadezhda Krasnaya,. Elle étudie un temps par correspondance à l'école mathématique de Novossibirsk, puis s'inscrit à l'Institut médical de Tomsk en 1970, où elle rencontre son futur mari, le chirurgien Konstantin Yakubovich Flamenbaum, et obtient son diplôme en 1977,,,. En 1982, elle termine sa résidence à l'Institut médical d'État de Moscou N.I. Pirogov 2e. De 1976 à 1998, elle travaille à l'hôpital psychiatrique de Tuva, d'abord en tant que psychiatre, avant d'accéder au poste de médecin-chef adjoint,. En 1998, elle devient première vice-ministre de la santé de la république de Touva. Elle est également psychiatre médico-légale et présidente de la commission de psychiatrie légale. Pour son travail, elle reçoit le titre de docteur honoré de Russie,.

### Médecine et politique à Moscou

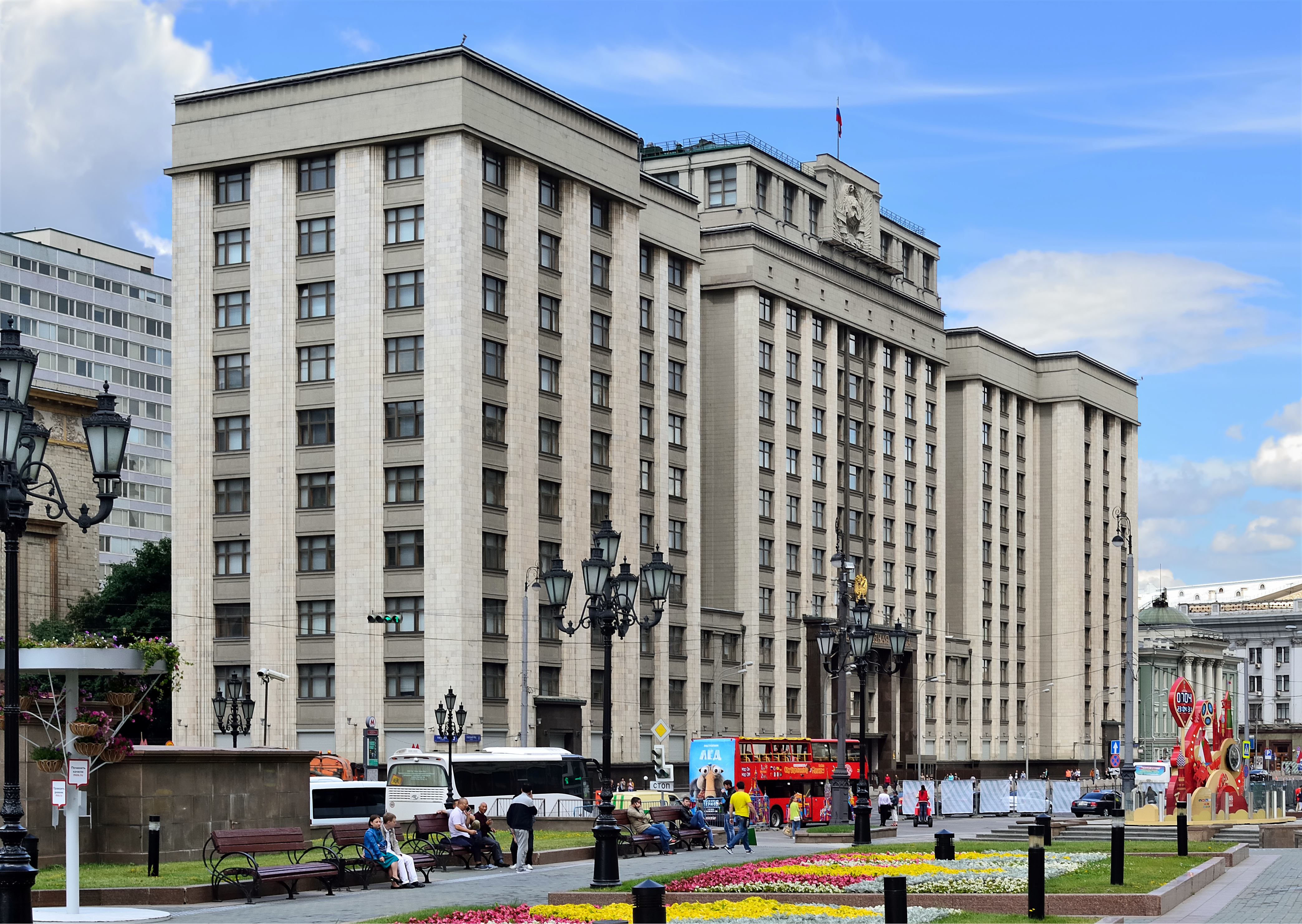
Le bâtiment de la Douma d'État à Moscou

Larisa Choïgou déménage à Moscou à la fin de 1998, elle rejoint la polyclinique centrale du ministère des Situations d'urgence en tant que réflexologue en 1999. De 2000 à 2007, elle est chef adjointe de la polyclinique du ministère des Situations d'urgence pour la médecine d'assurance,. Elle rejoint le parti Russie unie en 2005, et en 2007, juste avant d'entrer en politique, elle change de nom de famille en remplaçant celui obtenu de son mari, Flamenbaum, par son nom de jeune fille. Le 2 décembre 2007, lors des élections législatives russes de cette année-là, elle est élue députée à la Douma d'État sur la liste des candidats désignés par le parti Russie unie,. Elle devient membre du Comité de la Douma d'État sur la protection de la santé. Elle est également membre de la commission d'audit de la fondation Por-Bazhyn et finance la publication du livre Mysterious Tuva de Sevian Weinstein,. Le 4 décembre 2011, lors des élections législatives russes, elle est élue députée à la Douma d'État à nouveau sur la liste des candidats désignés par le parti Russie unie. Elle est vice-présidente du comité de la Douma sur les règles et l'organisation de la Douma d'État et membre du Conseil général de Russie unie.
Elle entame son troisième mandat de députée le 18 septembre 2016, au sein de Russie unie. Elle est vice-présidente de la commission de contrôle et de réglementation. Le 9 juin 2021, elle fait sa dernière apparition à la Douma. Au cours de son mandat de 2007 à 2021, elle co-écrit 17 initiatives législatives et amendements dans la rédaction de lois fédérales.

### Vie privée
Son mari décède en 2017. Leur fils, Aleksandr Konstantinovich Flamenbaum, né en 1975, devient avocat et PDG d'une société financière et d'investissement, il est marié et a deux enfants.

### Décès
Larisa Choïgou décède le 10 juin 2021, à l'âge de 68 ans. La cause de son décès est un accident vasculaire cérébral, complication apparente d'une infection au COVID-19,. Sa mort est annoncée par Sergey Neverov, leader de Russie unie à la Douma, qui déclare que « son départ est une grande perte pour tout le monde ». Le Premier ministre russe Mikhaïl Michoustine exprime ses condoléances, déclarant qu'elle était « une politicienne brillante, une personne talentueuse et chaleureuse ».
Le chef de la république de Touva, Vladislav Khovalyg, publie un oukase déclarant le 11 juin jour de deuil dans la république. Elle est inhumée au cimetière Troïekourovskoïe le 12 juin lors d'une cérémonie à laquelle assistent nombre de ses collègues, dont le président de la Douma d'État Viatcheslav Volodine.